# Gymnophyton foliosum
Gymnophyton foliosum är en flockblommig växtart som beskrevs av Rodolfo Amando Philippi. Gymnophyton foliosum ingår i släktet Gymnophyton och familjen flockblommiga växter. Inga underarter finns listade i Catalogue of Life.